# Jørgen Schmidt
Pour les articles homonymes, voir Schmidt.
Jørgen Schmidt  (né le 13 août 1945 à Vester Alling) est un coureur cycliste danois. Il a notamment été champion du monde sur route amateurs en 1970.

## Palmarès
- 1969
  - 2e du championnat des Pays nordiques du contre-la-montre par équipes
  - 3e du championnat du Danemark sur route amateurs
- 1970
  -  Champion du monde sur route amateurs
  - Champion des Pays nordiques du contre-la-montre par équipes
  - 2e du championnat du Danemark sur route amateurs
  - 2e du Grand Prix de France
  - 3e du championnat des Pays nordiques sur route
- 1971
  - Fyen Rundt
  - 2e du championnat du Danemark du contre-la-montre amateurs
- 1975
  - 2e du championnat du Danemark du contre-la-montre amateurs